# Piszczatyńce (rejon krzemieniecki)
Piszczatyńce (ukr. Піщатинці) – wieś na Ukrainie, w obwodzie tarnopolskim, w rejonie krzemienieckim, w hromadzie Borsuki. W 2001 liczyła 627 mieszkańców, wśród których 623 wskazało jako ojczysty język ukraiński, a 4 rosyjski.
W okresie międzywojennym wieś znajdowała się w granicach II RP, wchodząc w skład gminy Katerburg w powiecie krzemienieckim, w województwie wołyńskim.